# Taleb al-Marri
Taleb Salem al-Marri (* 14. Dezember 1988) ist ein katarischer Fußballschiedsrichter.

## Karriere
Er steht als Assistent seit 2012 auf der FIFA-Liste. Es sind bislang keine Partien von ihm als Schiedsrichter auf dem Feld bekannt, weshalb er bislang nur als Assistent in Erscheinung trat. Nebst Spielen in der heimischen Qatar Stars League erfüllte er diese Aufgabe auch in einem Schiedsrichterteam, welches in den Spielzeiten 2016/17, 2017/18 und 2019/20 jeweils ein Spiel der laufenden schweizerischen Challenge-League-Saison begleitete.
International kam er schon zu einigen Einsätzen, so begann er erst nebst U-Turnieren auch in Freundschaftsspielen zwischen Nationen und gehört seit der Saison 2012 zum festen Aufgebot in der AFC Champions League. Auch bei der Klub-WM, mehreren Asienmeisterschaften und Weltmeisterschaften war er dabei.